# Tagiura
Tagiura är en ort i Libyen.   Den ligger i distriktet Tarabulus, i den nordvästra delen av landet, 15 km öster om huvudstaden Tripoli. Tagiura ligger 6 meter över havet och antalet invånare är 100 000.
Terrängen runt Tagiura är platt. Havet är nära Tagiura norrut. Runt Tagiura är det tätbefolkat, med 636 invånare per kvadratkilometer. Närmaste större samhälle är Tripoli, 15,2 km väster om Tagiura. 